# جیجاق پینیون
جیجاق پینیون (نام علمی: Gymnorhinus cyanocephalus) از نظر اندازه بین جیجاق‌های آبی آمریکای شمالی و جیجاق اوراسیایی است. صدای آن به عنوان یک کراک-کراو-کراک ریتمیک توصیف می‌شود که دو یا سه بار تکرار می‌شود. این تنها عضو از سردهٔ Gymnorhinus است. نسبت کلی آن بسیار شبیه فندق‌شکن است و در واقع می‌توان آن را به عنوان یک تکامل همگرا در نظر گرفت زیرا هر دو پرنده کنام‌های زیست‌محیطی مشابهی را پر می‌کنند. جیجاق پینیون پرنده‌ای به رنگ خاکستری مایل به آبی با رنگ سر سیرتر و گلوی سفید با نوک، پاها و انگشتان سیاه است.